# HMS Mohawk (F31)
HMS Mohawk (L-31/F-31/G-31) là một tàu khu trục lớp Tribal được chế tạo cho Hải quân Hoàng gia Anh Quốc trước Chiến tranh Thế giới thứ hai. Nó đã phục vụ trong Thế Chiến II cho đến khi bị đánh chìm do trúng ngư lôi của tàu khu trục Ý Tarigo ngoài khơi Tunesia vào tháng 4 năm 1941.

## Thiết kế và chế tạo
Mohawk được đặt hàng cho hãng John I. Thornycroft & Company, ở Woolston, Hampshire trong Chương trình Chế tạo Hải quân 1935. Nó được đặt lườn vào ngày 16 tháng 7 năm 1936, được hạ thủy vào ngày 5 tháng 10 năm 1937, và nhập biên chế vào ngày 7 tháng 9 năm 1938.

## Lịch sử hoạt động
Trong Chiến tranh Thế giới thứ hai, Mohawk đã phục vụ hộ tống vận tải tại Bắc Hải, và đã hoạt động cùng Chi hạm đội Khu trục 14 tại Địa Trung Hải, nơi nó tham gia trận Calabria vào tháng 7 năm 1940 và trận mũi Matapan vào tháng 3 năm 1941.
Mohawk bị đánh trúng hai quả ngư lôi phóng từ tàu khu trục Ý Tarigo thuộc lớp Navigatori khi nó tấn công một đoàn tàu vận tải Ý, và bị HMS Janus đánh đắm ngoài khơi quần đảo Kerkennah ở phía Đông Tunisia vào ngày 16 tháng 4 năm 1941, ở tọa độ 34°56′0″B 11°42′0″Đ / 34,93333°B 11,7°Đ. 43 thành viên thủy thủ đoàn đã thiệt mạng trong trận chiến này.